# Sračinec
Sračinec je naseljeno mjesto i istoimena općina u Hrvatskom zagorju. Pripada Varaždinskoj županiji.

## Zemljopis
Nalazi se u nizini na sjeveru Hrvatskog zagorja. Na sjeveru je rijeka Drava. Manjim dijelom, graniči sa Slovenijom te međimurskom županijom.

## Stanovništvo
U općini se nalaze dva mjesta: Sračinec (3725 stanovnika) i Svibovec Podravski (989 stanovnika). Hrvati čine 98% stanovništva.
| broj stanovnika | 1025  | 1196  | 1343  | 1599  | 1719  | 1936  | 2242  | 2673  | 3138  | 3379  | 3743  | 4194  | 4408  | 4570  | 4714  | 4842  | 4678  |
|                 | 1857. | 1869. | 1880. | 1890. | 1900. | 1910. | 1921. | 1931. | 1948. | 1953. | 1961. | 1971. | 1981. | 1991. | 2001. | 2011. | 2021. |

| broj stanovnika | 660   | 792   | 936   | 1095  | 1199  | 1328  | 1552  | 1899  | 2213  | 2399  | 2789  | 3273  | 3457  | 3613  | 3725  | 3897  | 3807  |
|                 | 1857. | 1869. | 1880. | 1890. | 1900. | 1910. | 1921. | 1931. | 1948. | 1953. | 1961. | 1971. | 1981. | 1991. | 2001. | 2011. | 2021. |

## Povijest
g. 1453. Ladislav Posthumus dodjeljuje Čazmanskom Kaptolu posjede Buttinovecz i Zwybovecz (Svibovec).
g. 1521. Ta sela prisvaja si Baltazar Batthyany.
g. 1530. Ova sela opustošili su Turci pod vodstvom Sulejmana.
g. 1543. Dravski otok Zrepychar (Črepničar) kod Varaždina počinje
g. 1543. Dravski otok Zrepychar (Črepničar) kod Varaždina počinje naseljavati s bjeguncima pred Turcima (Vlasima) zapovjednik tvrđave i grada Varaždina Ivan Ungriad.
g. 1544. Kralj Ferdinand vodi istragu i vraća ta sela Kaptolu nakon što ih je oteo Batthyany-ju.
g. 1552. Nakon borbe s Turcima na viničkom polju 3. i 4. listopada, kako izvještava Nikola Zrinski i Luka Sekelj, opljačkana i popaljena su mnoga u okolici, a poreza Ambroz Gregorijanec izvještava da su posve spaljena sela: Sračinec, Trnovec, Vidovec, Biškupec, Obrež, Čeprlinec i Velkovec, pa nije mogao ubrati porez. Ovu pustoš i paljevinu učinile su čete Ulema bega.
g. 1553. Zapisano je da je u selu Sračinec živio još samo jedan kmet vlastelinov (Da li Batthyany-jev ili Kaptolov?).
g. 1566. Upisan je u poreski registar Zrachynecz (Sračinec) i Zrepychar (Črepničar) ili drugim imenom Zwybovecz (Svibovec)
g. 1567. 31. prosinca dao je kralj Maksimilijan gradu Varaždinu popaljeno selo Zrachynecz i priredio Gomulycze.
g. 1587. Zrachynecz i Swybovecz daju kmetska podavanja i gradu i župniku. Tadašnji župnik Antun Vramec dobiva 3 voza drva, 2 kopuna i 6 kruhova (za godinu dana). Varaždinska župa kojoj pripadaju ova dva sela spominje se godine 1334. a bila je posvećena svetom Vjenceslavu. Tek u drugoj polovici 15. stoljeća zove se župa Sv. Nikole.
g. 1619. Ta godina je uklesana na kamen na ulazu tornja u Svibovcu, a dao ju je sagraditi "na čast svemogućega Boga i slavu Sv. Benedikta" Franjo Vršić (o njem se ništa ne zna)
Sračinec je nekad služio kao zapadna vrata grada Varaždina. Kako se broj stanovništva povećavao, Sračinec i Svibovec Podravski postali su općina Sračinec.
Ovi povijesni zapisi pronađeni su kod ovih povjesničara:
R. Horvat: "Povijest grada Varaždina?rukopis " str. 181-5
A. B. Krčelić: "Notitiae". str. 411
Istwanffy: "Regni Hungarci historia"
Vjekoslav Klaić: "Povijest Hrvata" v. str. 117. i 242.
Varaždinsku zbornik 1181. 1981. str. 238.
Statuta Capituli Zagrebiensis str. 120.
R. Horvat: Varaždin koncem 16. vijeka str. 29.

## Gospodarstvo
Svi ljudi većinom se bave poljoprivredom, ali polako napuštaju poljoprivredu i kreću se baviti industrijskim poslom.

## Poznate osobe
Šokman Antun viceguverner Narodne banke Hrvatske, sveučilišni profesor na ekonomskom fakultetu u Zagrebu

## Spomenici i znamenitosti
- Crkva sv. Mihaela u Sračincu
- Kapela sv. Benedikta u Svibovcu Podravskom

## Obrazovanje
- OŠ Sračinec
- PŠ Sviboves Podravski
- Dječji vrtić „Bambi”

## Kultura
- KUD „Zavičaj” (folkorna, čipkarska i dječja sekcija)
- Udruga žena „Preslica” ( čipkarska, glumačka, tradicijski zanati)
- KUD Benedikt ( folklorna, tamburaška sekcija )
- Udruga Črepičar ( fašnička i čipkarska sekcija)
- Udruga Kap dobrote ( briga za stare i nemoćne )
- Udruga Črna Sraka ( karnevalska udruga)
- UVDVDR klub Sračinec ( udruga branitelja)
- Udruga umirovljenika Sračinec - Svibovec Podravski
- Molitvena zajednica Dobri Pastir

## Šport
- NK Sračinec
- Nogometni klub Podravac, Svibovec Podravski
- Stolnoteniski klub Sračinec
- Hrvački klub Sokol
- Fight Club Kovačić
- ŠRK općine Sračinec

## Vanjske poveznice
- Službena stranica općine